# Sutan Sjahrir
Pour les articles homonymes, voir Sjarhrir.
 (janvier 2019).
Si vous disposez d'ouvrages ou d'articles de référence ou si vous connaissez des sites web de qualité traitant du thème abordé ici, merci de compléter l'article en donnant les références utiles à sa vérifiabilité et en les liant à la section « Notes et références ».
Sutan Sjahrir, né à Padang Panjang (Sumatra occidental) le 5 mars 1909 et mort à Zurich (Suisse) le 9 avril 1966, est un dirigeant nationaliste et homme d'État indonésien. Il fut la première personne à occuper le poste de Premier ministre de la république d'Indonésie (1945-47) et fonda le Parti socialiste indonésien (PSI) en 1948. Les Indonésiens l'appellent affectueusement « Bung Sjahrir » (camarade Sjahrir).

## Biographie
Sjahrir (Sutan n'est pas un prénom mais un titre de noblesse héréditaire) est né en 1909 à Padang Panjang, en pays Minangkabau (Sumatra occidental), dans ce qui était encore les Indes néerlandaises. Son père était hoofddjaksa ("procureur en chef", la position la plus élevée dans l'appareil judiciaire colonial indigène) à Medan (Sumatra du Nord). Après des études à l'école primaire hollandaise pour Européens (ELS) et au collège à Medan, il est envoyé à l'AMS (lycée hollandais) de Bandung (Java occidental).
À Bandung, il participe aux activités de l'association de théâtre des étudiants des Indes comme metteur en scène, scénariste et comédien. Avec l'argent de ses cachets, il monte la Tjahja Volksuniversiteit, l'université populaire Cahaya (lumière), destinée à donner le goût de lire aux enfants des familles modestes. 
Lycéen, Sjahrir est rapidement repéré par la police de Bandung comme rédacteur en chef d'une revue d'association de jeunes nationalistes. Un de ses camarades de l'AMS se rappelle qu'il est arrêté pour avoir lu un journal parlant de l'insurrection du PKI (parti communiste indonésien) en 1926. 
En 1927, Sjahrir fait partie des dix fondateurs de l'association de jeunes nationalistes Jong Indonesië (Jeune Indonésie). Cette association organise le Congrès de la jeunesse indonésienne qui prononce le « Serment de la Jeunesse » en 1928.
En 1930, Sjahrir s'embarque pour les Pays-Bas pour étudier le droit à Leyde. Il y fréquente les milieux socialistes hollandais et adhère à différents syndicats. Sjahrir lit beaucoup sur le socialisme. Il se lie d'amitié avec Salomon Tas, le président du club des étudiants sociaux-démocrates, et sa femme Maria Duchateau, qu'il épousera. Il occupe un moment le poste de secrétaire de la Perhimpoenan Indonesia (Association indonésienne), l'organisation des étudiants indigènes des Indes néerlandaises. Aux Pays-Bas, il fait également la connaissance de Mohammad Hatta, qui en 1945 proclamera l'indépendance avec Soekarno et sera le premier vice-président de la république.
Rappelé par les milieux nationalistes, qui ont besoin de lui pour développer le combat nationaliste, il rentre aux Indes néerlandaises en 1931 sans avoir terminé ses études. Il participe à la fondation du Parti national indonésien (PNI) et collabore étroitement avec Hatta. En 1934, après avoir arrêté et exilé Soekarno dans l'île de Florès, le gouvernement colonial hollandais porte son attention sur le PNI, dont il arrête d'autres dirigeants, notamment Hatta et Sjahrir, pour les interner dans le camp de concentration de Boven-Digoel, dans l'actuelle province de Papouasie en Nouvelle-Guinée occidentale.
En 1935, Hatta et Sjahrir sont transférés dans l'île de Banda dans les Moluques.
Le 7 décembre 1941, les Japonais attaquent Pearl Harbor. La guerre du Pacifique a commencé. Les troupes japonaises conquièrent successivement les différentes possessions occidentales en Asie du Sud-Est : les Philippines américaines, la Malaisie et Singapour britanniques, et les Indes néerlandaises. Le 9 mars 1942, le gouvernement des Indes néerlandaises se rend au Japon. Entre-temps, Hatta et Sjahrir avaient été transférés à Sukabumi près de Bandung. À l'arrivée des Japonais, ils sont emmenés à Batavia. 
Sjahrir estimait que l'ennemi principal des nationalistes indonésiens était désormais le militarisme japonais et qu'il fallait donc s'allier provisoirement aux Alliés occidentaux. Quand les Japonais débarquent, en accord avec Soekarno et Hatta, il prend la tête d'un mouvement de résistance passive à l'occupation.
Lorsque l'indépendance de l'Indonésie est proclamée le 17 août 1945, les dirigeants nationalistes sont conscients que les Alliés risquent de considérer que cette indépendance est un « cadeau des Japonais », qui occupent toujours les Indes néerlandaises. Un premier cabinet est formé le 19 août mais ne fonctionne pas vraiment. Sjahrir, dont les positions pro-occidentales sont connues, est nommé premier ministre en novembre 1945, poste non prévu par la constitution. Il forme un premier cabinet le 14 novembre, dans lequel il détient également les portefeuilles des Affaires étrangères et de l'Intérieur. Il forme deux autres cabinets avant de quitter le poste de premier ministre le 27 juin 1947.
En décembre 1945, Sjahrir fonde avec Amir Sjarifuddin le Partai Sosialis (parti socialiste), qui malgré le faible nombre de ses adhérents et militants, devient une force politique importante de la jeune république d'Indonésie, qui a proclamé son indépendance en août 1945.
En 1947, Amir, qui était auparavant ministre, remplace Sjahrir comme premier ministre.
Bientôt, des dissensions apparaissent entre Amir et Sjahrir. L'aile gauche du parti, dirigée par Amir, rejoint en 1948 le Front démocratique populaire (Front Demokratik Rakyat ou FDR) créé par le Parti communiste indonésien (PKI) et des syndicats. Elle fusionne avec le PKI. L'aile droite, menée par Sjahrir, prend le nom de Partai Sosialis Indonesia (Parti socialiste indonésien) ou PSI.
Ce parti, malgré sa petite taille, a beaucoup d'influence dans la vie politique indonésienne dans les années 1950, en raison des nombreux intellectuels parmi ses dirigeants et membres les plus éminents. Le PSI fait un score médiocre aux élections législatives de 1955, les premières de l'histoire de l'Indonésie.
Sous prétexte que certains membres du PSI participent à la rébellion du PRRI (gouvernement révolutionnaire de la république d'Indonésie) en 1958 à Padang (Sumatra occidental), soutenue en sous-main par les États-Unis, Soekarno, qui n'appréciait pas les positions pro-occidentales de Sjahrir, interdit le parti en 1960. Il fait mettre Sjahrir en prison, mais accepte qu'il aille se faire soigner à Zurich en Suisse, où il meurt en 1966.